# 林天洛
林天洛（？—？）為中國清朝武官官員。林天洛於1787年（乾隆52年）奉旨接替蔡攀龍，於台灣地區擔任台灣北路協副將。而隸屬台灣鎮之下的此官職是台灣清治時期中的這階段，台南以北之台灣中南部及北部的駐地最高武官將領。